# Ulitschen

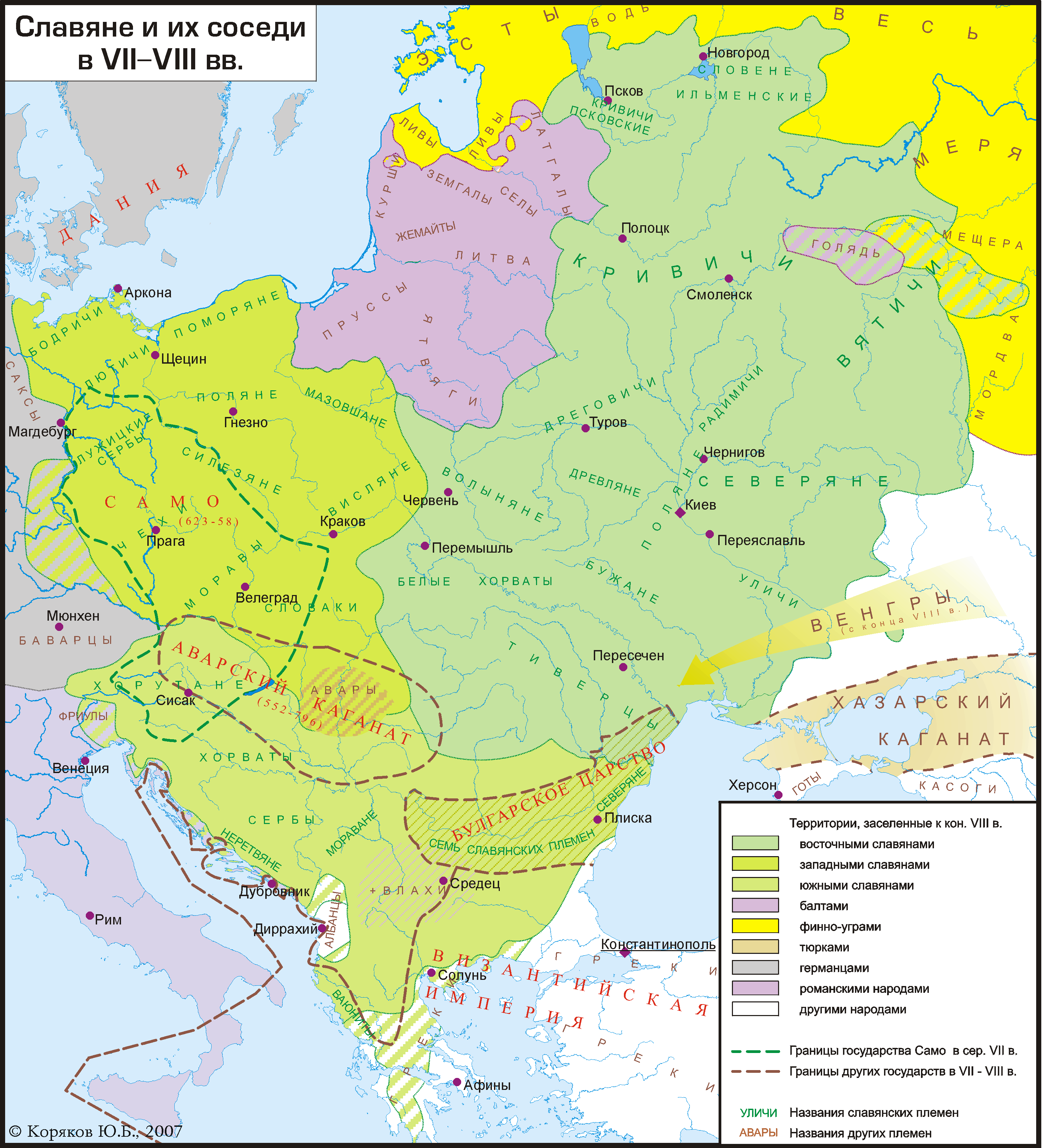
Die Ulitschen (Уличи) im 7. und 8. Jahrhundert

Die Ulitschen (ukrainisch Уличі, russisch Уличи) waren ein ostslawischer Stammesverband am unteren Dnepr und an der Schwarzmeerküste.

## Siedlungsgebiet
Die Nestorchronik nennt als Siedlungsgebiet den unteren Dnepr und von dort aus das Gebiet zwischen unterm Südlichem Bug und unterem Dnister. Hauptburg war Peresetschen, dessen Lage unbekannt ist. Archäologen vermuten sie in einer großen Siedlung bei Dnipropetrowsk. Am Dnepr waren sie unmittelbare Nachbarn der Poljanen um Kiew, weshalb sie wiederholten Angriffen der Kiewer Fürsten ausgesetzt waren.
Die Nestorchronik schreibt an anderer Stelle, die Ulitschen hätten mit den Tiwerzen am unteren Dnister gesiedelt. Zu welchem Zeitpunkt dies geschah, ist unklar, vielleicht im Zuge einer Verdrängung durch die Petschenegen nach Westen und Norden.

## Geschichte
Der Bayerische Geograph erwähnt im 9. Jahrhundert den Stamm der Unlizi mit insgesamt 418 Burgen.
Konstantin VII. Porphyrogennetos erwähnt Mitte des 10. Jahrhunderts in seiner De Administrando Imperio Ultinois (Ο'υλτίνοις).
In altrussischen Chroniken werden Ulutschi erstmals zum Jahr 885 genannt, als der Kiewer Fürst Oleg gegen sie kämpfte. 907 nahmen sie nicht an seinem Zug gegen Konstantinopel teil.
Auch 922 und 940 gab es Kämpfe mit Igor. Erst 942 konnten die Ulitschen unterworfen werden und gehörten seitdem zum Bestand der Kiewer Rus. Danach werden sie nicht mehr erwähnt.

## Archäologische Forschungen
Die Ulitschen werden mit der Penkowka-Kultur in Verbindung gebracht.
Das Gebiet der Ulitschen reichte archäologischen Forschungen zufolge vom Ros im Norden bis zum Dnestr im Westen.